# Uştal
Uştal è un comune dell'Azerbaigian situato nel distretto di İsmayıllı. Conta una popolazione di 440 abitanti.